# Бистра (Словаччина)
Бистра (Бистре) (словац. Bystrá) — село в Словаччині, Стропковському окрузі Пряшівського краю. Розташоване в північно-східній частині Словаччини.
Уперше згадується у 1405 році.

## Пам'ятки
У селі є греко-католицька церква святого Архангела Михайла з 1844 року в стилі класицизму та дерев'яна дзвіниця, з 1988 року національні культурні пам'ятки.

## Населення
| Рік:            | 1994. | 2004.    | 2014.   | 2024.    |
| --------------- | ----- | -------- | ------- | -------- |
| Кількість осіб: | 49    | 33       | 30      | 16       |
| Різниця:        |       | -32,65 % | -9,09 % | -46,66 % |

| Рік:            | 2023. | 2024.    |
| --------------- | ----- | -------- |
| Кількість осіб: | 14    | 16       |
| Різниця:        |       | +14,28 % |

В селі проживає 25 осіб.
Національний склад населення (за даними останнього перепису населення — 2001 року):
- словаки — 52,63 %
- русини — 47,37 %

Склад населення за приналежністю до релігії станом на 2001 рік:
- греко-католики — 92,11 %,
- православні — 5,26 %,
- римо-католики — 2,63 %,